# Krapinsko-zagorska županija
Krapinsko-zagorska županija je ena izmed 21 županij Hrvaške. Glavno mesto županije je Krapina, občine s statusom mesta so še Donja Stubica, Klanjec, Oroslavje, Pregrada, Zabok in Zlatar (skupaj 7), "navadnih" občin pa je 25.
Županija predstavlja jedro hrvaške zgodovinske pokrajine-regije Hrvaško Zagorje (Hrvatsko zagorje). Na ozemlju županije so se rodili tako hrvaški preporoditelj Ljudevit Gaj, kot predsednik Jugoslavije Josip Broz - Tito in prvi predsednik neodvisne Hrvaške, Franjo Tuđman. V Mariji Bistrici je glavno hrvaško romarsko svetišče, pri Krapini pa najpomembnejše hrvaško arheološko prazgodovinsko najdišče (Krapinski pračlovek). Najpomembnejši vodotok je reka Krapina z glavnima pritokoma Krapinico in Horvatsko (Horvatski potok), meja s Slovenijo pa poteka po reki Sotli.

## Upravna delitev
- Mesto Krapina (sedež županije)
- Mesto Donja Stubica
- Mesto Klanjec
- Mesto Oroslavje
- Mesto Pregrada
- Mesto Zabok
- Mesto Zlatar
- Občina Bedekovščina
- Občina Budinšćina
- Občina Desinić
- Občina Đurmanec
- Občina Gornja Stubica
- Občina Hrašćina
- Občina Hum na Sutli
- Občina Jesenje
- Občina Kraljevec na Sutli
- Občina Krapinske Toplice
- Občina Konjščina
- Občina Kumrovec
- Občina Marija Bistrica
- Občina Lobor
- Občina Mače
- Občina Mihovljan
- Občina Novi Golubovec
- Občina Petrovsko
- Občina Radoboj
- Občina Sveti Križ Začretje
- Občina Stubičke Toplice
- Občina Tuhelj
- Občina Veliko Trgovišće
- Občina Zagorska Sela
- Občina Zlatar-Bistrica